# Da・Di・Da
Da・Di・Da es el decimoséptimo álbum de estudio de Yumi Matsutoya. Fue publicado el 30 de noviembre de 1985 a través de Express Records. 

## Rendimiento comercial
Da・Di・Da debutó en el puesto número 1 en las listas semanales de álbumes de Oricon, y se mantuvo en esa posición durante dos semanas. La versión de LP estuvo en la lista durante 21 semanas; la versión en casete también alcanzó el número 1 y estuvo en la lista durante 29 semanas, mientras que la versión de CD se mantuvo en la lista durante 24 semanas, vendiendo 702,000 copias en total. El álbum permaneció en la posición número 4 en las listas anuales de álbumes de Oricon en 1986.

## Lista de canciones
Todas las canciones escritas y compuestas por Yumi Matsutoya. 
| Lado uno |                                                  |          |  |
| N.º      | Título                                           | Duración |  |
| 1.       | «No Love Between Us» (もう愛は始まらない)        | 4:45     |  |
| 2.       | «The Street for Two» (2人のストリート)           | 4:46     |  |
| 3.       | «BABYLON»                                        | 4:19     |  |
| 4.       | «Sayonara Sugar Town» (SUGAR TOWNはさよならの町) | 5:32     |  |

| Lado dos |                                                         |          |  |
| N.º      | Título                                                  | Duración |  |
| 1.       | «In This Corner of a Metropolis» (メトロポリスの片隅で) | 4:13     |  |
| 2.       | «Rocket Fireworks Under the Moon» (月夜のロケット花火)  | 4:47     |  |
| 3.       | «Cinderella Express» (シンデレラ・エクスプレス)         | 3:47     |  |
| 4.       | «Regret from My Youth» (青春のリグレット)               | 3:54     |  |
| 5.       | «Even If You Left Me» (たとえあなたが去って行っても)    | 3:48     |  |

## Créditos y personal
Créditos adaptados desde las notas de álbum de Da・Di・Da.
Músicos
- Yumi Matsutoya – voz principal y coros
- Kenji Takamizu – guitarra bajo
- Tatsuo Hayashi – batería
- Mike Beard – batería
- Masaki Matsubara – guitarras
- Masataka Matsutoya – teclados
- Nobu Saito – percusión
- Motoya Hamaguchi – percusión
- Jake H.Conception – saxofón
- Ernest J. Watts – saxofón
- Keishi Urata – programación de sintetizadores
- Chuck Wild – programación de sintetizadores
- Jin Kirigaya, Toshihiro “Bobby” Kirigaya, Emiko Shiratori, HiFi-Set, Hiro☆Tsunoda, Mark I, Marvin Walker, Marvin Baker, Cindy – coros

Personal técnico
- Masataka Matsutoya – productor, arreglos
- Seizo Shimokobe – director
- Matt Forger – ingeniero de audio
- Seiji Yamazaki – ingeniero de audio
- Tsuyoshi Inoue – ingeniero de audio
- Tagashi Inoue – ingeniero asistente
- Bruce Wildstein – ingeniero asistente
- Ric Butz – ingeniero asistente
- Matt Forger – mezclas
- Bernie Grundman – masterización
- Makoto Ohtake – gestión de artistas
- Mitsue Mouri – gestión de artistas

Diseño
- Shing-Chang with K.B. – director artístico, diseño de portada
- Kaoru Ijima – fotografía

## Posicionamiento

### Gráfica semanal
| Gráfica (1985–86)                     | Pico de posición |
| ------------------------------------- | ---------------- |
| Japón (Cash Box of Japan Top Ten LPs) | 1                |
| Japón (Oricon Albums Chart)           | 1                |

### Gráfica de fin de año
| Gráfica (1986)              | Pico de posición |
| --------------------------- | ---------------- |
| Japón (Oricon Albums Chart) | 4                |